# Route 366 (Nouvelle-Écosse)
Pour les articles homonymes, voir Route 366.
La route 366 est une route secondaire de la Nouvelle-Écosse d'orientation ouest-est située dans l'extrême nord-ouest, tout près de la frontière avec le Nouveau-Brunswick. Elle est une route tout de même faiblement empruntée. De plus, elle mesure 49 kilomètres entre East Amherst et Port Howe, et est une route asphaltée sur l'entièreté de sa longueur.

## Tracé
La route 366 débute à East Amherst, 4 kilomètres à l'est de la ville d'Amherst. Elle commence par se diriger vers le nord-est pendant 20 kilomètres, suivant la frontière avec le Nouveau-Brunswick à une distance de 8 kilomètres en moyenne. C'est à Tidnish Bridge qu'elle se trouve le plus près de la frontière, soit à moins de 10 mètres, alors qu'elle croise la route 970 du Nouveau-Brunswick. Certaines cartes routières indiquent même qu'une partie de la route se situe dans le territoire du Nouveau-Brunswick.
La 366 rejoint ensuite le détroit de Northumberland, où elle traverse notamment Lorneville et Northport. Après être passée dans Linden (en), elle se termine sur la route 6 à Port Howe.

## Intersections principales
| Route 366           |                |    |                                              |                                                       |
| Comté               | Location       | km | Intersection/Destinations                    | Notes                                                 |
| Comté de Cumberland | East Amherst   | 0  | R-6, Amherst, Truemanville                   | extrémité ouest de la 366                             |
| Comté de Cumberland | Tidnish Bridge | 18 | R-970 (NB), Baie-Verte (NB), Port Elgin (NB) | la 366 se situe à moins de 10 mètres de la frontière. |
| Comté de Cumberland | Port Howe      | 49 | R-6, Amherst, Tatamagouche, Pictou           | extrémité est de la 366                               |

## Communautés traversées
1. East Amherst
2. Tyndal Road
3. Tidnish Bridge
4. Tidnish Cross Roads
5. Lorneville
6. Amherst Shore
7. Northport
8. East Linden
9. Linden
10. Heather Beach
11. Port Howe